# سونغز فروم ذا سباركل لاونج
سونغز فروم ذا سباركل لاونج (بالإنجليزية: Songs from the Sparkle Lounge)‏، هو ألبوم الاستوديو العاشر لفرقة الهارد روك البريطانية ديف ليبارد. أُصدر الألبوم في 25 أبريل 2008 في أوروبا و29 أبريل في أمريكا الشمالية.

## تاريخ
في مقابلة على إذاعة روكلاين، صرح عضوا الفرقة، جو إليوت وفيفيان كامبل بأن عنوان أحدث ألبومات الفرقة سيكون سونغز فروم ذا سباركل لاونج، حيث قالا بأنه «إن لم يجد أحد عنواناً أفضل منه، فسيكون هذا هو العنوان النهائي عند الإصدار». ذكر الاثنان أيضاً احتمال مشاركة منتج ألبومات ديف ليبارد الأولى مات لانج في بعض أغاني الألبوم، لكن هذا التعاون لم يحدث في النهاية بسبب تعارض الجدولة. مع ذلك، صرح جو إليوت بأن كلاً من الفرقة ومات لانج لا يزالان يخططان للعمل على بعض الأغاني في المستقبل.
في مقابلة مع بيلبورد.كوم، صرح جو إليوت بأن عنوان الألبوم إشارة لغرفة ضبط الصوت وراء الكواليس في العروض حيث تعمل الفرقة على أشياء جديدة. «كان هناك طقم (طبول) صغير، ومضخمات صوت صغيرة، ومسجل أشرطة وأضواء براقة». علق فيفيان كامبل أيضاً على أصل «سباركل لاونج» في مقالة لغولدماين، ذاكراً بأن تلك الغرفة كانت وافرة بالعصف الذهني و«أضواء عيد الميلاد الصغيرة، أضواء الجنيات الصغيرة». صرح إليوت أيضاً بأن الفرقة لن تؤدي أية عروض مسبقة للأغاني، حيث أنها لم ترغب أن تظهر الأغاني على مواقع الويب مثل يوتيوب قبل إصدار الألبوم.
وصف أعضاء الفرقة أغاني الألبوم بأنها مكتوبة بأسلوب هستيريا، وأسلوب إنتاج هاي 'ن' دراي. الأغنية المنفردة الأولى من الألبوم، «ناين لايفز»، أبرزت مغني الكونتري تيم ماكغرو.
صرح جو إليوت على الموقع الرسمي للفرقة بأن فكرة هذا الألبوم أنه يبدو مشابهاً لـ«أيه سي/دي سي في أوائل السبعينات» ومشابه لأغنية لد زبلين «روك أند رول».
غُير عنوان إحدى الأغاني من قائمة الأغاني من «غيف إت أواي» إلى «غاتا ليت إت غو».
في 25 أبريل 2008، فتحت شركة تسجيلات ديف ليبارد موقع ويب لتشويقات لكل أغنية من الألبوم.
أدت الفرقة «لاف» مع تايلور سويفت لحلقة سي إم تي كروسرودز في 2008 تايلور سويفت آند ديف ليبارد. أداؤهم للأغنية لم يُضَف في الحلقة النهائية، لكنه أُضيف كأداء إضافي على دي في دي الحلقة التي صدرت حصرياً لمتاجر وول مارت الأمريكية عبر بيغ ماشين ريكوردز في 16 يونيو 2009. كانت تلك هي الأغنية الوحيدة لديف ليبارد بعد 1995 وأُديت في تلك الحلقة.
كان أول ظهور للألبوم في المرتبة الخامسة على بيلبورد 200، حيث بيع ما يقارب 55,000 نسخة في الأسبوع الأول من الإصدار.

## استقبال
تلقى سونغز فروم ذا سباركل لاونج مراجعات مختلطة. في ميتاكريتيك، الذي يعين تقييمات مسواة من 100 للمراجعات من الناقدين الرئيسيين، حصل الألبوم على 47 نقطة بناء على 8 مراجعات. ألون ويليامز من أبوت.كوم أعطى الألبوم 4.5 من 5 نجوم وقال «هذا الألبوم فوري جداً: عقور هائلة، وكورسات كبيرة، وإنتاج مبهر!»

## قائمة الأغاني
| #   | عنوان                           | تأليف                              | المدة |
| --- | ------------------------------- | ---------------------------------- | ----- |
| 1.  | "غو"                            | فيل كولين، جو إليوت                | 3:20  |
| 2.  | "ناين لايفز" (بحضور تيم ماكغرو) | كولين، إليوت، تيم ماكغرو، ريك سافج | 3:32  |
| 3.  | "ك'مون ك'مون"                   | سافج                               | 4:09  |
| 4.  | "لاف"                           | سافج                               | 4:19  |
| 5.  | "تومورو"                        | كولين                              | 3:35  |
| 6.  | "كروز كنترول"                   | فيفيان كامبل                       | 3:03  |
| 7.  | "هاليوسينيت"                    | كولين                              | 3:17  |
| 8.  | "أونلي ذا غود داي يونغ"         | كامبل                              | 3:34  |
| 9.  | "باد أكتريس"                    | إليوت                              | 3:03  |
| 10. | "كام أندان"                     | إليوت                              | 3:32  |
| 11. | "غاتا ليت إت غو"                | كامبل                              | 3:55  |

| 12. | "لاف" (نسخة البيانو) | سافج | 4:22 |

| 12. | "لاف" (نسخة البيانو)           | سافج                       | 4:22 |
| 13. | "ناين لايفز" (نسخة ديف ليبارد) | كولين، إليوت، ماكغرو، سافج | 3:33 |

### دي في دي الإصدار الممتاز الإضافي
- «بيهايند ذا كيرتن»
- «ذا سباركل لاونج كومنتري»
- أغنية «ناين لايفز» المصورة

## مراكز اللوائح
| العام | اللائحة                            | المركز |
| ----- | ---------------------------------- | ------ |
| 2008  | بيلبورد 200                        | 5      |
| 2008  | لائحة الألبومات في المملكة المتحدة | 10     |
| 2008  | لائحة الألبومات في أيرلندا         | 32     |
| 2008  | لائحة الألبومات في نيوزيلندا       | 26     |
| 2008  | لائحة الألبومات في ألمانيا         | 43     |
| 2008  | لائحة الألبومات في فرنسا           | 118    |
| 2008  | لائحة الألبومات الكندية            | 7      |
| 2008  | لائحة الألبومات السويسرية          | 26     |
| 2008  | لائحة الألبومات في السويد          | 26     |
| 2008  | لائحة الألبومات في النرويج         | 15     |
| 2008  | لائحة الألبومات الفنلندية          | 27     |
| 2008  | لائحة ألبومات العالم               | 8      |

## طاقم العمل
- ريك سافج - غيتار البيس، الغناء المساعد، الغيتارات الإضافية
- جو إليوت - الغناء الرئيسي
- ريك ألين - الطبول، الغناء المساعد، أكورديون الجاز
- فيل كولين - الإيتار، الغناء المساعد
- فيفيان كامبل - الإيتار، الغناء المساعد

### طاقم العمل الإضافي
- تيم ماكغرو - الغناء في «ناين لايفز»

## روابط خارجية
- سونغز فروم ذا سباركل لاونج على موقع ميتاكريتيك (الإنجليزية)
- سونغز فروم ذا سباركل لاونج على موقع أول موفي (الإنجليزية)